# 庫濟明齊 (捷奧菲波利區)
49°55′18″N 26°38′14″E / 49.92167°N 26.63722°E

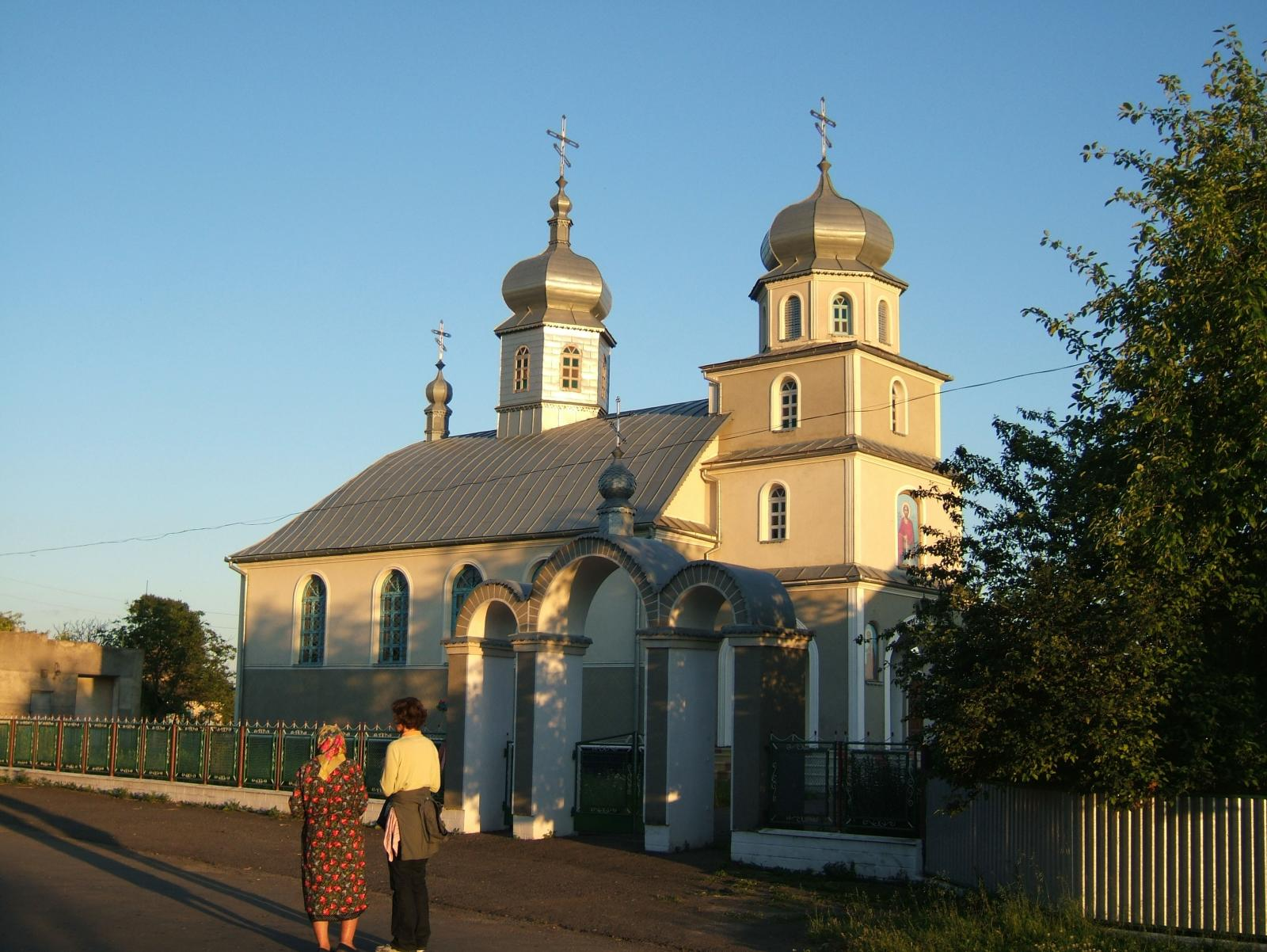

庫濟明齊（烏克蘭語：Кузьминці）是位於烏克蘭西部的村莊，由赫梅利尼茨基州裡赫梅利尼茨基區的泰奧菲波爾市鎮負責管轄。該村始建於1586年，面積1.71平方公里，海拔高度284米，2001年人口432，人口密度每平方公里253.1人。